# Liste der Mitglieder des Landtags von Waldeck-Pyrmont 1911–1914
Diese Liste nennt die Liste der Mitglieder des Landtags von Waldeck-Pyrmont 1911–1914.
1852 verabschiedete Fürst Georg Victor die Verfassungsurkunde für die Fürstentümer Waldeck und Pyrmont. Damit wurde ein neues Wahlrecht bestimmt und 1911 der 22. Landtag nach diesem Wahlrecht gewählt. Gewählt wurden 15 Abgeordnete in indirekter Wahl in Mehrpersonenwahlkreisen. Diese Wahlkreise entsprachen den vier Landkreisen, wobei je Kreis vier Abgeordnete gewählt wurden. Ausnahme war Pyrmont, wo drei Abgeordnete gewählt wurden. Rechtsgrundlage der Wahl war das Wahlgesetz vom 17. August 1852 (Wald. Reg. Bl., S. 163) in der Fassung vom 2. August 1856 (Wald. Reg. Bl., S. 75).

## Liste der Abgeordneten
Die so bestimmten Abgeordneten waren: 
| Wahlbezirk           | Abgeordneter        | Anmerkungen            |
| -------------------- | ------------------- | ---------------------- |
| Kreis der Twiste     | August Beste        |                        |
| Kreis der Twiste     | Oskar Schreiber     |                        |
| Kreis der Twiste     | Heinrich Welle      |                        |
| Kreis der Twiste     | Theodor Beinhauer   | Bis 7. Januar 1912     |
| Kreis der Twiste     | Christian Heine     | Ab 1912                |
| Kreis des Eisenbergs | Friedrich Bangert   |                        |
| Kreis des Eisenbergs | Heinrich Böhle      |                        |
| Kreis des Eisenbergs | Christian Köchling  |                        |
| Kreis des Eisenbergs | Christian Zölzer    |                        |
| Kreis der Eder       | Carl Hartmann       |                        |
| Kreis der Eder       | Christian Hertel    | bis 1912 Vizepräsident |
| Kreis der Eder       | Karl Krüger         |                        |
| Kreis der Eder       | Hermann Waldschmidt |                        |
| Kreis Pyrmont        | Gustav Baumbach     |                        |
| Kreis Pyrmont        | Bernhard Hoffmann   |                        |
| Kreis Pyrmont        | Adrian Schücking    |                        |